# Арабшеки
Арабшеки́ (азерб. Ərəbşəki) — село в Агдашском районе Азербайджана.

## Этимология
Прежнее название - Карибли. Название происходит от племени Араб и слова «Шеки» (название места, из которого происходит племя).

## История
Основано как зимовка скотоводов из Нухинского уезда в XIX веке.
Село Араб-Шеки в 1913 году согласно административно-территориальному делению Елизаветпольской губернии относилось к Хан-абадскому сельскому обществу Арешского уезда.
В 1926 году согласно административно-территориальному делению Азербайджанской ССР село относилось к дайре Ляки Геокчайского уезда.
После реформы административного деления и упразднения уездов в 1929 году был образован Карадеинский сельсовет в Агдашском районе Азербайджанской ССР.
Согласно административному делению 1961 года село Арабшеки входило в Карадеинский сельсовет Агдашского района Азербайджанской ССР. С 1971 года село Арабшеки входит в состав Эймурского сельсовета.
В 1999 году в Азербайджане была проведена административная реформа и был учрежден Эймурский муниципалитет Агдашского района, куда и вошло село.

## География
Неподалёку от села протекает река Кура.
Село находится в 33 км от райцентра Агдаш и в 267 км от Баку. Ближайшая ж/д станция — Ляки.
Высота села над уровнем моря — 15 м.

## Население
| Численность населения | Численность населения |
| 1886                  | 1979                  |
| --------------------- | --------------------- |
| 66                    | ↗180                  |

## Климат
| Показатель                                             | Янв. | Фев. | Март | Апр. | Май  | Июнь | Июль | Авг. | Сен. | Окт. | Нояб. | Дек. | Год  |
| ------------------------------------------------------ | ---- | ---- | ---- | ---- | ---- | ---- | ---- | ---- | ---- | ---- | ----- | ---- | ---- |
| Средний суточный максимум, °C                          | 7,1  | 8,5  | 12,7 | 20,8 | 25,8 | 30   | 34   | 32,5 | 28,3 | 21,3 | 14,4  | 9,3  | 20,1 |
| Средняя температура, °C                                | 3,0  | 4,3  | 8,3  | 14,9 | 19,8 | 24,2 | 27,7 | 26,3 | 22,5 | 16,2 | 10,2  | 5,3  | 15,2 |
| Средний суточный минимум, °C                           | −1,1 | 0,2  | 3,9  | 9,1  | 13,9 | 18,4 | 21,4 | 20,2 | 16,7 | 11,1 | 6,0   | 1,3  | 9,9  |
| Норма осадков, мм                                      | 19   | 24   | 27   | 38   | 53   | 44   | 22   | 24   | 23   | 51   | 29    | 23   | 377  |
| Источник: https://en.climate-data.org/location/954952/ |      |      |      |      |      |      |      |      |      |      |       |      |      |

Среднегодовая температура воздуха в селе составляет +15,2 °C. В селе семиаридный климат.

## Инфраструктура
В селе расположена школа.